# Franz Bartscherer
Franz Bartscherer (* 6. Oktober 1877 in Nürnberg; † 16. Januar 1960 in Mehlem) war ein deutscher Ingenieur und Manager.

## Leben
Nach Schulbesuch in Nürnberg studierte Bartscherer in München Ingenieurwissenschaften. 1898 wurde er im Corps Ratisbonia München recipiert. Nach beendetem Studium begann er seine Berufstätigkeit im Jahr 1900 bei der Maschinen-Baugesellschaft Nürnberg als Konstrukteur für Gasmaschinen und Dampfturbinen. Im Rahmen seiner Arbeit lernte er August Thyssen kennen, der ihn 1905 einstellte und mit der Entwicklung einer Gaskraftanlage betraute. 1916 wurde Bartscherer Direktor des Maschinenbetriebes der Gewerkschaft Deutscher Kaiser und gleichzeitig Direktor der Gaszentralen des Thyssenkonzerns. 1925 wurde er Vorsitzer des technischen Direktoriums. Mit der Gründung der Vereinigten Stahlwerke im Jahre 1926 erfolgte seine Berufung in den Vorstand der Vereinigte Stahlwerke-Betriebsgesellschaften August Thyssen-Hütte AG und 1934 wurde ihm der Vorsitz im Vorstand der August Thyssen-Hütte übertragen. In Anerkennung dieser Verdienste verlieh ihm die Bergakademie Freiberg im Februar 1930 die Würde eines Dr.-Ing. ehrenhalber.

## Werke
- Gasmaschine oder Dampfturbine. Düsseldorf: Stahleisen, 1927